# 吳群立
吳群立（Wu Qunli，1960年3月20日—）是退役的中國職業足球員，出生於廣東省廣州市，司職左中場，有「黃金左腳」之稱，曾多次入選中國國家隊，更曾擔任隊長一職。

## 球員生涯
吳群立出身於廣州白雲，曾多次代表廣東隊參加省港盃足球賽。吳群立由1985年開始，多次入選中國國家隊，參加過世界盃外圍賽、亞洲盃、漢城奧運足球賽、亞運會足球賽等多項國際足球賽事，1993年更曾擔任中國國家隊隊長。
於1994年初加盟香港甲組足球聯賽球隊南華，多次憑他的黃金左腳入球起死回生。最經典一役是1996/1997年度銀牌賽，憑他的一腳關鍵入球反超前2－1，最終負方出線的南華以3－1擊敗快譯通，得以再賽一場決勝負，重賽他在加時射罰球中柱給隊友洛奴域補中破網，協助球隊以1－0擊敗快譯通，取得冠軍。
1996年3月9日遭受足球生涯最嚴重的受傷，他於對好易通的比賽中，被對方荷蘭中堅尹迪辛達踢斷右小腿骨，養傷超過半年。
1998年夏天轉投好易通，效力一季後，於1999年結束球員生涯。

## 教練生涯
1999年退役後，在家鄉廣州成立「吳群立球培訓中心」。2001年11月擔任廣州吉利領隊兼助教，2002年9月出任廣州香雪主教練，2006年出任湖南湘軍常務副總經理兼領隊。
2007年，吳群立移居美國，結束教練生涯。

## 個人榮譽
- 中國足球先生 兩次(1990及1993年)
- 香港足球明星選舉最佳外援 一次(1994-95季度)
- 香港足球明星選舉最佳十一人 兩次(1994-95、1996-97季度)